# Henryk Pruchniewicz
Henryk Pruchniewicz (ur. 14 października 1926 w Chorzowie, zm. 24 marca 2006 w Warszawie) – polski ekonomista, polityk, minister przemysłu chemicznego.

## Życiorys
Syn Stanisława i Bolesławy. W 1950 uzyskał tytuł magistra ekonomii w Wyższej Szkole Ekonomicznej w Katowicach. Od 1946 był związany z przemysłem chemicznym. Pracował w Centrali Zaopatrzenia Hutniczego w Katowicach od 1946 do 1948 na stanowisku starszego księgowego, a następnie od 1949 do 1964 w Zakładach Chemicznych Oświęcim (na tożsamym stanowisku oraz jako starszy planista, mistrz zmianowy i zastępca dyrektora). W latach 1965–1971 dyrektor ds. ekonomicznych Zjednoczenia Przemysłu Azotowego w Krakowie, a w 1972 dyrektor handlowy Zjednoczenia Przemysłu Rafinerii i Petrochemii „Petrochemia”.
W 1960 wstąpił do Polskiej Zjednoczonej Partii Robotniczej, należał do Komisji Socjalno-Bytowej przy Komitecie Wojewódzkim w Krakowie oraz do Komisji Partyjno-Rządowej dla Unowocześnienia Systemu. W 1972 został podsekretarzem stanu w Ministerstwie Przemysłu Chemicznego, a w 1974 w Ministerstwie Handlu Zagranicznego i Gospodarki Morskiej (od 1978 I zastępca ministra). Od 3 kwietnia 1980 do 12 lutego 1981 był ministrem tegoż resortu w rządzie Edwarda Babiucha, Józefa Pińkowskiego i Wojciecha Jaruzelskiego. W 1981 zastępca przewodniczącego Komisji Planowania przy Radzie Ministrów.
Zmarł 24 marca 2006 w Warszawie i został pochowany w grobie rodzinnym na starym cmentarzu na Służewie.